# صديقنا الملك
صديقنا الملك (بالفرنسية: Notre ami le roi)‏ هو كتابٌ من تأليف جيل بيرو عام 1990 ويحكي فيهِ عددًا من المواضيع حولَ ملك المغرب الراحِل الحسن الثاني. كان هدفُ بيرو المُعلن من هذا الكتاب هو إظهار أن الواجهة الديمقراطية الحديثة للمغرب تُخفي ورائها «ديكتاتورية وحشية».

## الاستقبال
تسبّب كتاب صديقنا الملك في فضيحة في فرنسا حيثُ طالب الملك الحسن الثاني عند صدوره بحظره ومنع نشره أو بيعه وقد استجابت الحكومة الفرنسية نوعًا ما لهذا الطلب لكنّها لم تفلح في منعِ انتشارهِ كليّةً.
المُلاحظ في الكِتاب هو تعمّد بيرو استعمالَ مصادر قليلة كما لم يُضمّن الكثير من المراجع مُعتمدًا كبذيلٍ عن ذلك بخبرته ومهاراته التحليلية وبالبحثِ المُعمّق الذي أجراهُ حول طبيعة العلاقات المغربية الفرنسية.

## المحتوى
يتمحورُ الكتاب حولَ تمثيل نظام السلطة في المغرب كما يتطرّق لقضيّة القمع السياسي والصراعات حولَ السلطة داخل النخبة الحاكِمة أو الطامحة للحُكم.

### الخطوط العريضة للتاريخ المغربي
يبدأُ بيرو بمخططٍ للتاريخ المغربي يستعرض فيهِ فترة الاستعمار وتاريخه ومن ثمّ النضال من أجلِ التحرير كما يصفُ خلفية الصراع حولَ الصحراء الغربية وقوة البنوك والشركات الفرنسية في المغرب فضلًا عن حديثهِ حولّ قوّة المعارضة والانتفاضات المدنيّة التي حصلت في تلكَ الفترة، كما يتطرّق لتصريح الحسن الثاني في عام 1990 لوفدٍ من منظمة العفو الدولية والذي يقولُ فيهِ بصريح العبارة: «لكلّ رئيس دولة حدائقه السرية.»

### السجناء السياسيين
يُحقّق بيرو في مصير السجناء السياسيين في المغرب وما حلّ بهم ويُركّز بالخصوص على:
- عائلة أوفقير: حسبَ ما ورد في الكِتاب فإنّ الحسن الثاني قد تعمّد سجن عائلة أوفقير لمدة 18 عامًا فقط بسبب علاقتها بالجنرال محمد أوفقير الذي كانَ حتى عام 1972 الرجل القوي للنظام. يتحدثُ بيرو أيضًا عن قضيّة اختفائه وعن مزاعم السلطات المغربيّة التي قالت إنّه انتحر بعدما أطلقَ النار على نفسه بأربع رصاصات وذلكَ عقبَ مُشاركته في المحاولة الانقلابيّة ضد الحسن الثاني.
- أبراهام السرفاتي: حسبَ الكتاب أيضًا فإنّ أبراهام السرفاتي (يُكتب في مواضع أخرى إبراهيم السرفاتي) كانَ شيوعيًا من أصل يهودي وأحد القلائل الذين شككوا في المطالبة المغربية بالصحراء الغربية.

### النظام القضائي البورجوازي/القوة الفرعونية
يوضح بيرو في هذهِ الفقرة شخصية الحسن الثاني وطريقة عمله كما يوضّحُ أهداف «النظام القمعي» في المغرب فيقولُ في إحدى الصفحات: «هناك نظامان في المغرب؛ واحدٌ يسودُ في النهار وثانٍ في الليل وهكذا يوجد «نظام قانوني منظم وفقًا لمعايير الديمقراطية البرجوازية» إلى جانب «نظام القوة الفرعونية».»